# Minority
Singles de Green Day
Nice Guys Finish Last
(1999) Warning
(2000)
Minority est une chanson du groupe punk rock américain Green Day et le premier single extrait de leur sixième album, Warning:, paru en 2000. Ce titre est un des morceaux phares de l'album. Le single a connu le succès et a atteint la première place des classements Modern Rock Tracks aux États-Unis et UK Rock and Metal Chart au Royaume-Uni. La chanson est un peu moins punk que ce à quoi le groupe nous avait habitué, avec une intro et un couplet à la guitare acoustique, de l'accordéon et de l'harmonica, mais le message  (« Je veux être la minorité, je n'ai pas besoin de votre autorité, à bas la majorité morale car je veux être la minorité ») reste très punk et la chanson est très appréciée par les fans.

## Liste des chansons
1. Minority (radio version)
2. Brat (live from Tokyo)
3. 86 (live from Prague)

### Version australienne
1. Minority (album version) - 2:49
2. Brat (live from Tokyo) - 1:42
3. 86 (live from Prague) - 2:59
4. Jackass (album version) - 2:47

## Classements hebdomadaires
| Classement (2000)                         | Meilleure position |
| ----------------------------------------- | ------------------ |
| Australie (ARIA)                          | 29                 |
| Écosse (OCC)                              | 15                 |
| États-Unis (Modern Rock Tracks)           | 1                  |
| États-Unis (Mainstream Rock Tracks chart) | 15                 |
| Irlande (IRMA)                            | 43                 |
| Italie (FIMI)                             | 19                 |
| Nouvelle-Zélande (RMNZ)                   | 38                 |
| Royaume-Uni (UK Singles Chart)            | 18                 |
| Royaume-Uni (UK Rock Chart)               | 1                  |